# Giorgi Sardalasjvili
Giorgi Sardalasjvili (georgiska: გიორგი სარდალაშვილი), född 26 maj 2003, är en georgisk judoutövare.

## Karriär
Vid EM 2025 i Podgorica tog Sardalasjvili guld i 60 kg-klassen efter att ha besegrat Ajub Blijev i finalen.